# Gap
Gap (nom occità i francès) és un municipi francès situat al departament d'Alts Alps i a la regió de Provença – Alps – Costa Blava. L'any 2018 tenia 40.559 habitants.

## Demografia
| Evolució de la població |       |       |       |       |       |       |       |       |
| 1793                    | 1800  | 1806  | 1821  | 1831  | 1836  | 1841  | 1846  | 1851  |
| 6.014                   | 8.050 | 8.891 | 6.714 | 7.215 | 7.854 | 8.599 | 8.724 | 8.797 |

| 1856  | 1861  | 1866  | 1872  | 1876  | 1881   | 1886   | 1891   | 1896   |
| ----- | ----- | ----- | ----- | ----- | ------ | ------ | ------ | ------ |
| 8.912 | 8.219 | 8.165 | 8.927 | 9.294 | 10.765 | 11.621 | 10.478 | 11.376 |

| 1901   | 1906   | 1911   | 1921  | 1926   | 1931   | 1936   | 1946   | 1954   |
| ------ | ------ | ------ | ----- | ------ | ------ | ------ | ------ | ------ |
| 11.018 | 10.823 | 10.647 | 9.859 | 10.660 | 11.717 | 13.600 | 16.371 | 17.317 |

| 1962   | 1968   | 1975   | 1982   | 1990   | 1999   | 2006 | 2011 | 2016 |
| ------ | ------ | ------ | ------ | ------ | ------ | ---- | ---- | ---- |
| 20.478 | 23.994 | 28.233 | 30.676 | 33.444 | 36.269 | -    | -    | -    |

| 2019 | - | - | - | - | - | - | - | - |
| ---- | - | - | - | - | - | - | - | - |
| -    | - | - | - | - | - | - | - | - |

## Administració
| Període   | Identitat              | Partit           |
| --------- | ---------------------- | ---------------- |
| 1947-1971 | Émile Didier           | radical          |
| 1971-1989 | Bernard Givaudan       | Divers droite    |
| 1989-2007 | Pierre Bernard-Reymond | UDF, després UMP |
| 2007-     | Roger Didier           | PRG, després UMP |

## Agermanaments
- Bangou
- Pinerolo
- Traunstein

## Personatges il·lustres
- Albertet de Sisteron, trobador.
- Sébastien Ogier, pilot de ral·lis
- Rébecca Dautremer